# 신속대응군
신속대응군(迅速對應軍, 영어: Rapid Reaction Force / Rapid Response Force  (RRF) 혹은 Quick Reaction Force / Quick Response Force (QRF))은 전쟁, 테러, 재난 등 유사시 신속하게 대응 준비를 항시 갖추고 이런 실제 유사시 바로 출동하는 부대를 의미한다. 
신속전개부대 (Rapid Deployment Force) 혹은 신속기동부대 (Quick Maneuver Force) 등의 용어로도 불린다.

## 목록

### 대한민국
- 육군: 제2신속대응사단
- 해병대: 해병대 신속기동부대

### 미국
- 육군: 제75레인저연대
- 해병대: 해병원정대

## 같이 보기
- 전력투사